# Список заслуженных артистов Казахской ССР
Список заслуженных артистов Казахской ССР
Ниже приведён список заслуженных артистов Казахской ССР по годам присвоения звания.

## 1930-е годы

### 1934 год
- Куляш Байсеитова (1912—1957) — оперная певица[1]

### 1936 год
- Шара Жиенкулова (1912—1991) — танцовщица, педагог[2]

### 1937 год
- Салима Саттарова (1920—1985) — актриса[3]
- Рутковский Юрий (1881—1970) — актёр, режиссёр

### 1938 год
- Морская, Зинаида Игнатьевна (1884—1966), актриса
- Шкаровский, Ниссон Адольфович (1904—1964), дирижёр

### 1939 год
- Куан Лекеров (1896—1955) — певец, актёр[4].

## 1940-е годы

### 1943 год
- Сандлер, Оскар Аронович (1910—1981) — композитор
- Харламова, Валентина Борисовна (1911—1999) — актриса
- Ванин, Василий Васильевич (1898—1951) — актёр

### 1944 год
- Абдикаримов, Муздыбек(1914—1974), актёр[5]
- Сакиев, Шарипбай Кашкинбаевич (1913—1989) — актёр[6].

### 1945 год
- Джандарбекова, Шолпан Исабековна (1922—2005), актриса театра и кино
- Дьяков, Виктор Иванович (1903—1987), актёр и режиссёр[7]
- Майканова, Сабира (1914—1995), актриса театра и кино[8]
- Резинин, Анатолий Андреевич (1912-1986), актёр и режиссёр
- Семятова, Мариям Тохтахановна (1916—1967), актриса театра[3]

### 1946 год
- Атамкулов, Сатылган (1907—1955) — театральный актёр[9]
- Леонов-Вендровский, Леонт Владимирович (1889—1954), актёр и режиссёр[10].

### 1947 год
- Каримбаев, Садык (1918—1975) — композитор, заслуженный артист КазССР (1947).

## 1950-е годы

### 1951 год
- Курганов, Александр Матвеевич (1881—1964) — певец, педагог.[11].

### 1955 год
- Загвоздкина, Иустина Ивановна (1908—1985), актриса[12]

### 1956 год
- Ли, Николай Петрович (1915—1977), актёр[3]

### 1957 год
- Джаманова, Роза Умбетовна (1928—2013), оперная певица

### 1958 год
- Умурзакова, Амина Ергожаевна (1919—2006), актриса
- Шамиев, Ахмет (1908—1983), актёр, певец[13]

### 1959 год
- Аранышев, Михаил Фёдорович (1912—1989), кинооператор.[14]
- Померанцев, Юрий Борисович (1923—2022), актёр и режиссёр

## 1960-е годы

### 1963 год
- Османов, Тургут Садвакасулы (1927—1987), дирижёр[15].

### 1964 год
- Нулбек Нонбаев (1923—2009), актёр

### 1966 год
- Бахтыбаев, Тохтахун (1923—1987), танцовщик[16]
- Бактыгереев, Мухтар (1933—1999), актёр[17]
- Жайлибеков, Танат (1929—1989), актёр[18]
- Ружева, Алтын Ибрагимовна (1928—1990) — актриса[19].
- Салыков, Максут Амирович (1927—1977) — театральный актёр[20].
- Шапенков, Михаил Иванович (1922—1990) — фаготист[21]

### 1967 год
- Клушкин, Юрий Степанович (р. 1937), трубач[22]
- Нусупов, Уйалбай Нусупович (1921—2005), фаготист и дирижёр[23] kk:Ұялбай Нүсіпов

## 1970-е годы

### 1970 год
- Молдабеков, Ануарбек Абыханович (1938—1985), актёр кино и театра

### 1971 год
- Талпакова, Гульжан Изимовна (р. 1948), танцовщица

### 1973 год
- Бапов, Рамазан Саликович (1947—2014), артист балета[24]
- Мальбеков, Эдуард Джабашевич (р. 1941), артист балета

### 1976
- Данеш Ракишев (1926—1992) — казахский певец и композитор.

### 1977 год
- Бахтыбаев, Тохтахун (1923—1987), актёр[3]
- Добровольский, Владимир Григорьевич (р. 1915), гобоист[25]

### 1978 год
- Туякбаев, Ануар Жайлыбекович (р. 1943), трубач[26]

### 1979 год
- Рымбаева, Роза Куанышевна (р. 1957), певица[27]
- Кулышева, Капаш Кабыкеновна (р. 1949), певица

## 1980-е годы

### 1980 год
- Зимарёва, Антонина Павловна (1917-2005) - Иркутский драматический театр, Карагандинский русский театр им. К.С.Станиславского. Заслуженная артистка КазССР kk:Зимарева Антонина Павловна

### 1981 год
- Кармысова, Венера Камаловна (1936—2019) — певица, заслуженная артистка КазССР, жена государственного деятеля Гибадуллы Мырзыгалиева (1934—2000). kk:Венера Камалқызы Қармысова
- Поляничко, Анатолий Георгиевич (1937(1938)—2020) — хормейстер-дирижёр, аранжировщик, художественный руководитель Ансамбля песни и пляски Советской Армии Среднеазиатского военного округа (САВО). Сын В.К. Блюхера.

### 1982 год
- Жайсанбаев, Есболган Ботабаевич (1940—1983) — актёр театра и кино,[28]

### 1984 год
- Айманова, Майра Шакеновна (1936—1993), оперная певица
- Жанбырбаев, Алибек Абылкасымович (р. 1948), певец[29]
- Квадрицкий, Владимир Васильевич (р. 1923), кларнетист[30]
- Нуралиев, Танатар Кунурович (р. 1938), гобоист[23] kk:Таңатар Қоңырұлы Нұралиев

### 1985 год
- Нагима Ескалиева

### 1986 год
- Ли, Людмила Мунсековна (1951 года рождения) — танцовщица, педагог

### 1987 год
- Исмагулов, Асылболат Какенович
- Мусабаев, Марат Хасенович
- Шалаев, Виктор Григорьевич (1946—2022) — актёр и режиссёр.

## 1990-е годы

### 1991 год
- Парманов, Бекпулат Саттарович (1952 года рождения) — театральный режиссёр[31]
- Каденова, Лидия Тажадиновна (1952 года рождения) — артистка Казахского государственного академического театра для детей и юношества имени Г. Мусрепова
- Капустин, Юрий Николаевич (1942 года рождения) — артист Русского театра драмы имени М. Ю. Лермонтова
- Кенжеков, Алтынбек Жолдасович (1941 года рождения) — артист Казахского государственного академического театра для детей и юношества имени Г. Мусрепова
- Мыржыкбай, Кенжегали Турсынбекович (1953 года рождения) — солист оперы Казахского национального академического театра оперы и балета имени Абая
- Омарбаев, Канат Нурмухамедович (1943 года рождения) — солист оперы Казахского национального академического театра оперы и балета имени Абая
- Рахишева, Татьяна Рахишевна (1946 года рождения) — артистка Жезказганского казахского музыкально-драматического театра имени С. Кожамкулова

## Год присвоения звания не установлен
- Куанышпаев, Калибек (1893—1968), актёр театра и кино
- Киянский, Павел Иванович (1898—1982), советский актёр театра и кино.[32]
- Молодов, Анатолий Васильевич (1929—2017), хоровой дирижёр[33]
- Спасский, Леонид Карпович (1926—1988), актёр театра

## 1990-е годы

### 1991 год
- Лебаева, Жибек Рахимбердиевна (1953 года рождения) — артистка Талдыкорганского областного казахского драматического театра

### 1992 год
- Абдинабиева, Газиза (1948—2021) — артистка Казахского государственного академического театра для детей и юношества имени Г. Мусрепова
- Бекбосынов, Кажыбек Кудайбергенулы (1946 года рождения) — артист Государственной концертной организации «Казахконцерт»
- Долматова, Наталья Валентиновна (1958 года рождения) — артистка Государственного академического русского театра драмы имени М. Ю. Лермонтова
- Казакбаева, Гульжамал Мукажановна (1949 года рождения) — артистка Казахского государственного академического театра для детей и юношества имени Г. Мусрепова
- Калиев, Омирсерик (1947 года рождения) — артист Талдыкорганского казахского драматический театр имени Бикен Римовой
- Шойынбаев, Курманбай Алтаевич (1952 года рождения) — преподаватель кафедры музыки Шымкентского педагогического института культуры имени Аль-Фараби
- Турысбеков, Секен Каримулы (1961 года рождения) — композитор, домбрист

### 1993 год
- Кажымуратов, Сердеш (1950 года рождения) — артист Карагандинского областного драматического театра
- Теменов, Талгат Досымгалиевич (1954 года рождения) — ректор Алматинского государственного театрального художественного института имени Жургенева
- Усенбаева, Нуржамал Пернебековна (1959 года рождения) — солистка оперы Казахского национального академического театра оперы и балета имени Абая

### 1994 год
- Абилев, Шахимардан Кайдарулы (1950 года рождения) — декан факультета вокально-оперной подготовки консерватории имени Курмангазы
- Ешмуратова, Куралай Халекетовна (1945 года рождения) — генеральный директор — художественный руководитель Государственного Алматинского театра кукол

### 1995 год
- Аралбай, Толеубек Мухамеджанович (1950 года рождения) — артист Казахского национального академического театра драмы имени М. О. Ауэзова
- Жылгелдиев, Сагат Ермагамбетович (1954 года рождения) — артист Казахского государственного академического театра для детей и юношества имени Г. Мусрепова
- Ильясова, Майра (1955 года рождения) — артистка Государственной концертной организации «Казахконцерт»
- Нурмагамбетова, Айжан Кабдуалиевна (1956 года рождения) — артистка Республиканского молодёжного эстрадного ансамбля «Гульдер»
- Онербаев, Нурлан Алтаевич (1961 года рождения) — диктор «Казахского радио»
- Саитова, Гульнара (1952 года рождения) — артистка балета Государственного республиканского уйгурского театра музыкальной комедии имени К.Кожамьярова
- Садыкова, Саламат (1956 года рождения) — певица, Киргизская Республика
- Самидинова, Багдат (1954 года рождения) — артистка Государственной концертной организации «Казахконцерт»
- Тарская, Татьяна Николаевна (1939 года рождения) — артистка  Государственного академического русского театра для детей и юношества имени Н. Сац

### 1996 год
- Айдарбаева, Роза Таймановна (1952 года рождения) — артистка Мангистауской областной государственной филармонии[34]
- Акдаулетова, Каракоз Акжигитовна (1956 года рождения) — заведующая отделением Кзыл-Ординского музыкального колледжа[34] kk:Қаракөз Ақдәулетова
- Акимова, Улбосын — артистка Жетысайского казахского музыкально-драматического театра имени К. Жандарбекова, Южно-Казахстанская область[34]
- Бектемиров, Айдос (1950 года рождения) — артист Казахского государственного академического театра для детей и юношества имени Г. Мусрепова[34]
- Демесинов, Кадирбек Толеуович (1952 года рождения) — артист Казахского государственного академического театра для детей и юношества имени Г. Мусрепова[34]
- Дороховская, Любовь Васильевна — солистка оперы Казахского государственного академического театра оперы и балета имени Абая[34]
- Дукумбаева, Шолпан Базаровна — солистка-вокалистка Кокшетауской областной государственной филармонии[34] kk:Шолпан Базарқызы Дүкембаева
- Жумабеков, Кенес Наримбаевич (1948 года рождения) — артист Карагандинского областного казахского драматического театра имени С. Сейфуллина[34]
- Ильясов, Марат Дангылович — композитор и певец, город Алматы[34] kk:Марат Ілиясов
- Кайроллин, Жайлаухан (1946 года рождения) — солист-вокалист Семипалатинской областной государственной филармонии имени А. Кашаубаева[34]
- Ким, Зоя Викторовна (1951 года рождения) — солистка-вокалистка ансамбля «Ариран» Республиканского корейского театра музыкальной комедии[34]
- Кулыбеков, Токсын Кулыбекович (1951 года рождения) — артист музыкально-развлекательной фирмы «Тамаша»[34]
- Махпирова, Рейхан Асимовна — солистка-вокалистка Республиканского уйгурского театра музыкальной комедии[34] kk:Рихан Асимқызы Махпировa
- Мейрамова, Жумагуль Омирзаковна (1949 года рождения) — артистка Казахского государственного академического театра драмы имени М. Ауэзова[34]
- Мельников, Леонид Алексеевич — артист Карагандинского театра музыкальной комедии[34] kk:Леонид Алексеевич Мельников
- Мендиярова, Шамшагуль (1947 года рождения) — артистка Казахского государственного академического театра драмы имени М. Ауэзова[34]
- Мусин, Ринат Ильтаевич (1961 года рождения) — солист балета Государственного ансамбля классического танца Республики Казахстан[34] kk:Ринат Ильтайұлы Мусин
- Оспанов, Серик Карибаевич (1964 года рождения) — директор — художественный руководитель Жезказганской областной государственной филармонии имени Т. Калмагамбетова[34]
- Сапожников, Павел Иванович — преподаватель Южно-Казахстанского гуманитарного университета[34]
- Султангазин, Уайс — артист Казахского государственного академического театра драмы имени М. Ауэзова[34]
- Таудаева, Сауле Жамановна (1958 года рождения) — солистка-вокалистка Западно-Казахстанской областной государственной филармонии[34]
- Ташимова, Нурзада (1955 года рождения) — артистка Казахского государственного академического театра драмы имени М. Ауэзова[34]
- Токарев, Михаил Михайлович (1948 года рождения) — артист Государственного академического русского театра драмы имени М. Ю. Лермонтова[34]
- Утепбергенов, Ментай Смагулович (1946 года рождения) — актёр киностудии «Казахфильм» имени Ш. Айманова[34]
- Тилеухан, Бекболат Канайулы (1966 года рождения) — руководитель фольклорного ансамбля Президентского оркестра при Республиканской гвардии, заведующий кафедрой Алма-Атинской консерватории

### 1997 год
- Аринбасарова, Наталия Утевлевна (1946 года рождения) — артистка театра и кино, Российская Федерация

### 1998 год
- Акбарова, Адалят Аскаровна (1948 года рождения) — танцовщица, педагог-хореограф Государственного республиканского уйгурского театра музыкальной комедии имени К. Кужамьярова
- Альпиева, Лейла Турсынбековна (1974 года рождения) — солистка балета Казахского национального академического театра оперы и балета имени Абая
- Аманова, Роза (1973 года рождения) — певица, Киргизская Республика
- Даукенова, Гульнар Жумаевна (1961 года рождения) — певица, солистка Казахского государственного академического оркестра народных инструментов имени Курмангазы
- Жолжаксынов, Ерик Калиевич (1959 года рождения) — актёр киностудии «Казахфильм» имени Ш. Айманова
- Имашева, Баян (1941 года рождения) — артистка Казахского национального академического театра драмы имени М. О. Ауэзова
- Кажгалиева, Куляш Кажгалиевна (1942 года рождения) — артистка Казахского государственного академического театра для детей и юношества имени Г. Мусрепова
- Калымбетов, Болат Нургалиевич (1956 года рождения) — актёр и режиссёр киностудии «Казахфильм» имени Ш. Айманова
- Калымбетова, Кулян Жантемировна (1957 года рождения) — солистка Кызылординской областной филармонии
- Кожакова, Салиха (1941 года рождения) — артистка Казахского национального академического театра драмы имени М. О. Ауэзова
- Коржева, Ольга Владимировна (1969 года рождения) — артистка Государственного академического русского театра для детей и юношества имени Н. Сац
- Косенко, Наталья Павловна (1944 года рождения) — артистка Русского драматического театра имени М. Горького
- Косыбаева, Тамара Окиметовна (1928 года рождения) — актриса киностудии «Казахфильм» имени Ш. Айманова
- Мухамед-кызы, Майра (1969 года рождения) — оперная певица
- Нурмагамбетова, Сулушаш Кулжабайкызы (1951 года рождения) — солистка Казахского государственного академического оркестра народных инструментов имени Курмангазы
- Скирта, Дмитрий Анатольевич (1972 года рождения) — артист Государственного академического русского театра для детей и юношества имени Н. Сац
- Улкенбаева, Айгуль Наримановна (1962 года рождения) — преподаватель кафедры домбры Казахской национальной консерватории имени Курмангазы
- Керимтаева, Жанна Исаевна (1952 года рождения) — киноактриса

## Год присвоения звания не установлен
- Бактай, Жаннат Кенесовна (1969 года рождения) — оперная певица
- Балаев, Геннадий Николаевич (1940 года рождения) — артист Русского театра драмы имени М. Ю. Лермонтова
- Банченко, Татьяна Петровна (1947 года рождения) — артистка Русского театра драмы имени М. Ю. Лермонтова
- Гришко, Виталий Алексеевич (1946 года рождения) — артист Русского театра драмы имени М. Ю. Лермонтова
- Жмеренецкая, Нина Леонидовна (1948 года рождения) —  артистка Русского театра драмы имени М. Ю. Лермонтова
- Рахимова, Жумаганым Абльхаликовна — артистка Западно-Казахстанской областной филармонии имени Г. Курмангалиева kk:Жұмағаным Әбілхалыққызы Рахимова
- Кожаков, Канаткали — артист Западно-Казахстанской областной филармонии имени Г. Курмангалиева kk:Қожақов Қанатқали Қамөқұлы
- Косыгина, Надежда Антоновна — артистка Северо-Казахстанского областного русского драматического театра имени Н. Ф. Погодина